# Autoportrait à la table de toilette
Autoportrait à la table de toilette (en russe : За туалетом. Автопортрет) est un tableau de la peintre russe Zinaïda Serebriakova (1884—1967), réalisé en 1909. Il fait partie des collections de la Galerie Tretiakov (inventaire no 3868). Ses dimensions sont de 75 × 65 cm,.
Ce tableau a été réalisé à la fin de l'année 1909, alors que la peintre vivait dans le village de Neskoutchne Gouvernement de Koursk dans l' Empire russe (actuellement dans le Gouvernement de Kharkov en Ukraine). Selon l'artiste, l'hiver est arrivé tôt cette année, tout était recouvert de neige aux alentours, mais dans la maison il faisait chaud et confortable, et elle s'est amusée à peindre devant le miroir après avoir rassemblé tous ses bibelots sur sa table,.
Sur l'insistance du peintre Eugène Lanceray, frère de Zinaïda, l'autoportrait a été envoyé à Saint-Pétersbourg, où il a été exposé à la VIIe exposition de l'Union des peintres russes, qui s'installa à Saint-Pétersbourg au début de l'année 1910, après avoir été fondée à Moscou. Le tableau a été bien accueilli par le public et la critique. Le peintre Valentin Serov, en particulier, a exprimé le sentiment que l'autoportrait au miroir était une œuvre très fraiche et très douce. Quant au peintre et critique Alexandre Benois il écrit que Serebriakova a offert au public russe un tel cadeau merveilleux avec son sourire sur tout son visage que l'on ne peut que la remercier,,. Le tableau a été acheté directement à l'exposition par la Galerie Tretiakov.
L'Autoportrait à la table de toilette sera suivi des œuvres de Serebriakova telles que Le Bain (1913, Musée russe), La Moisson (1915, au Musée des Beaux-Arts d'Odessa) et de Blanchissage du linge (1917, Galerie Tretiakov),.

## Description
Sur le plan de la composition, le tableau représente l'image de l'artiste se reflétant dans son miroir. Le cadre du miroir est visible sur la toile et le chandelier à gauche est visible deux fois dont une par son reflet. La jeune femme se regarde dans le miroir et se coiffe,. Sa pose est décontractée avec , « le mouvement gracieux des mains nues, le léger mouvement tournant de son buste, bien proportionné ». Bien que le motif utilisé du miroir soit assez simple, l'image de la vraie bougie répétée par son reflet apporte originalité et ingéniosité à la composition,.
Les couleurs de la toile sont de tons vifs et gais. Les couleurs les plus intenses sont présentes au premier plan, sur la coiffeuse. On y trouve des flacons de parfums en verre aux teintes jaunes et vertes, un coussinet bleu avec des épingles à chapeau, une boite peinte remplie de perles et d'autres objets, le tout pénétré de couleurs scintille comme des bijoux. Des tons adoucis se retrouvent dans le même jeu de couleurs sur d'autres parties de la toile. À l'arrière- plan, un mur blanc devant lequel se trouve une table sur laquelle est posé un bassin avec un pichet d'eau pour se laver.
Les couleurs chaudes de la figure de la femme relient les couleurs vives du premier plan au fond bleu-verdâtre et blanc. Selon l'historienne d'art Valentina Kniazeva l'œuvre enchante par sa saturation de lumière. Il semble que la figure de la femme à l'avant-plan, et le mobilier et le fond du tableau soient non seulement inondés de lumière mais en émettent eux-mêmes. Le cadre du miroir sert de cadre à la composition elle-même et renforce l'effet de profondeur spatiale de l'image. Sa couleur sombre met en valeur la luminosité de la palette de l'artiste.
La réalisation de la toile s'est répartie sur plusieurs séances. Serebriakova peint en plusieurs couches, modèle soigneusement les formes, étudie soigneusement chaque détail. Pour son visage, ses bras, ses épaules elle utilise l'aplat. Son style de peinture permet de mettre en valeur la profondeur de couleur et de créer des transitions subtiles entre les tons choisis.

## Histoire
En septembre 1905, Zinaïda Lanceray épouse son cousin germain Boris Serebriakov qui était encore aux études et deviendra ingénieur des chemins de fer. En novembre de la même année, elle se rend à Paris, où elle étudie à l'Académie de la Grande Chaumière. Après son retour en Russie au printemps 1906 elle vivra quelques années dans la propriété familiale de Neskoutchne, dans le village du même nom, qui se trouve dans le Gouvernement de Koursk dans l'Empire russe (aujourd'hui sur le territoire de l'Ukraine Gouvernement de Kharkov). Le 26 mai 1906, nait son premier enfant, Eugène (Jenia), et, l'année suivante, le 7 septembre 1907 son second fils Alexandre (Choura). En 1906 - 1908 elle travaille principalement sur des paysages, des portraits de paysans, et d'autres aspects de la vie villageaoise. Parmi les œuvres de cette période on trouve plusieurs portraits et autoportraits. La plupart datent de la seconde moitié des années 1900-1910 et sont des peintures à l'huile.

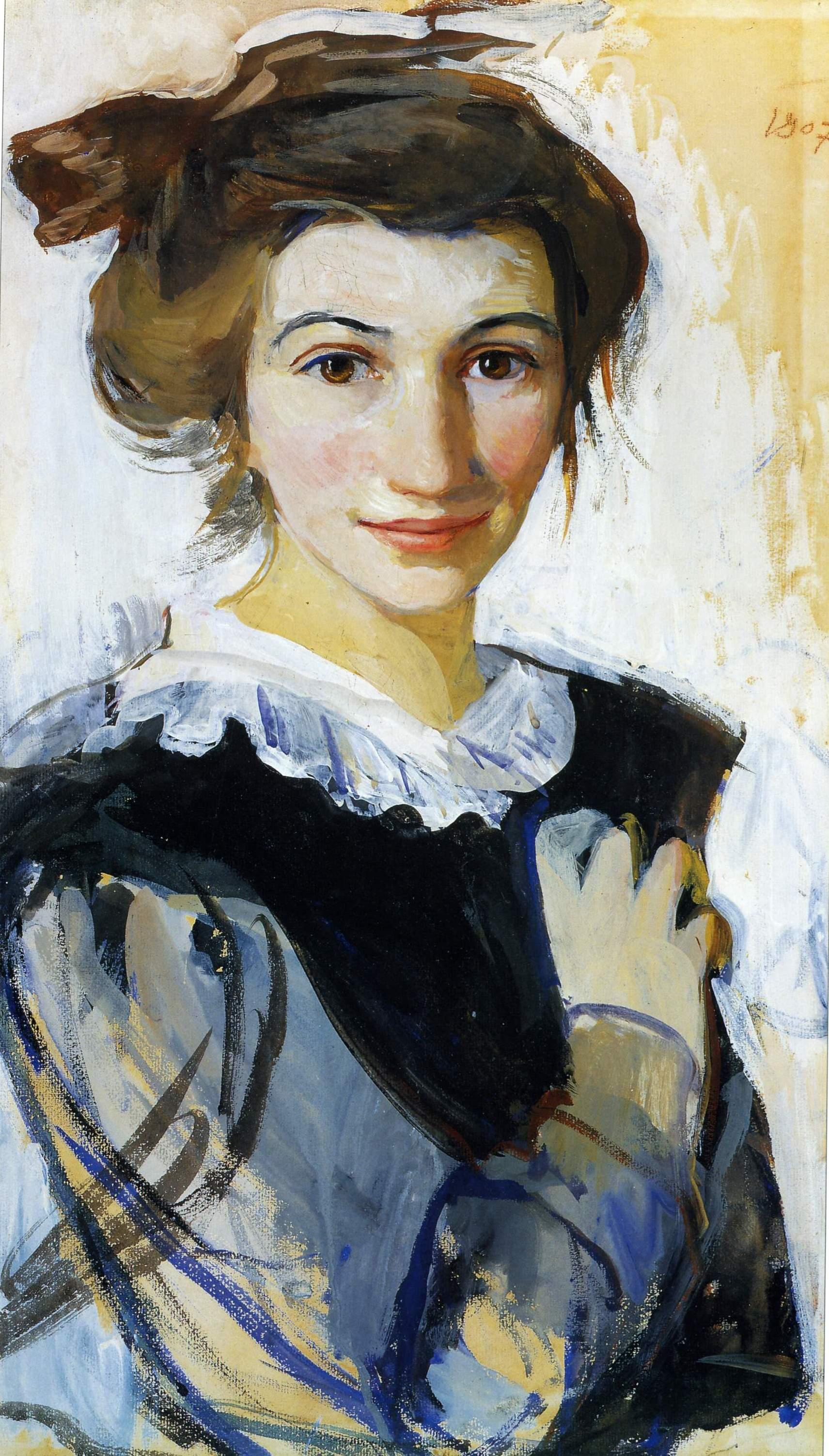
Autoportrait vêtue d'une robe noire garnie d'un col blanc (papier, aquarelle, céruse, gouache), 1907, Musée de Kiev d'art russe

Dans une lettre au critique d'art Alexeï Savinov du 20 juin 1966, Zinaïda Serebriakova raconte comment l'été 1909, elle l'a passé à Neskoutchne, mais l'automne, elle a décidé de rester dans la région mais pas dans la propriété de famille mais bien dans un khoutor tout près du village, une petite ferme appartenant à son mari qui était alors en voyage d'affaire. Selon Serebriakova, « la ferme est petite mais plus facile à chauffer en hiver, que la grande propriété de Neskoutchne ». Elle se souvient que : « L'hiver, cette année là, est arrivé très tôt; tout était recouvert de neige, le jardin, les champs. Partout il y avait des congères et on ne pouvait pas sortir. Mais cette petite ferme est chaleureuse et confortable, et j'ai commencé à me peindre dans le miroir et je me suis amusée à reproduire tous mes bibelots sur la coiffeuse»,.
Dans une autre lettre, écrite à peu près à la même période et adressée au critique d'art Vladimir Lapchine, Zinaïda Serebriakova décrit dans quelles circonstances elle a réalisé son autoportrait au miroir:
« Cette année j'ai décidé de rester plus longtemps dans notre domaine et de ne pas aller à Saint-Pétersbourg comme d'habitude au mois de septembre. Mon mari, Boris Anatolevitch, était en exploration en Sibérie du Nord et m'a promis de venir nous rejoindre à la propriété et qu'ensemble (avec les deux enfants Jenia et Choura) nous irions à Saint-Pétersbourg. L'hiver est arrivé tôt et devint vite neigeux; tout notre jardin et les champs et les chemins étaient enneigés. Trouver des modèles de paysans pour poser par ce temps n'était pas possible. Le thème de l'autoportrait est le plus fréquent chez les peintres … J'ai pensé à cet autoportrait à la table de toilette et je l'ai réalise rapidement, depuis mes débuts j'ai, il est vrai, toujours peint très vite. »
Au début du mois de décembre 1909, alors que le travail sur l'autoportrait n'était pas encore terminé, Serebriakova reçoit une lettre de son frère Eugène Lanceray, dans lequel celui-ci lui propose de présenter quelques nouvelles œuvres lors d' expositions à Saint-Pétersbourg. Zinaïda décide d'envoyer son autoportrait à la table de toilette ainsi que d'autres œuvres. En janvier 1910, elle envoie deux peintures antérieures L'autoportrait (1905) et Portrait de ma nounou (1908) qui sont présentées à l'exposition du portrait féminin moderne organisée par la rédaction du magazine Apollon.
À la mi-février 1910, la VIIe exposition de l'Union des peintres russes s'est déplacée de Moscou à Saint-Pétersbourg et le tableau Autoportrait à la table de toilette est présenté au public pour la première fois. Eugène Lanceray décrit ainsi cet autoportrait dans sa lettre à Constantin Somov du 18 février 1910 (il appelle Choura Alexandre Benois, qui est l'oncle de Serebriakova):
« Mais elle aura à l'exposition une chose incomparablement plus importante, un demi-tableau, un demi-autoportrait, à l'huile, presque naturelle : une dame en déshabillé, en robe de chambre, peu vêtue. Elle se brosse les cheveux, elle se voit dans le miroir, si bien qu'une partie des objets de toilette au premier plan se répète une seconde fois dans le miroir. Tout est très simple, tout est comme sur le tableau, une copie au naturel, mais en même temps Choura trouve que  cela a du style. Tout le monde l'aime énormément ; Choura cherche à lui donner un nom »
Le tableau Autoportrait à la table de toilette a été présenté avec treize autres œuvres de Serebriakova et a été bien accueilli par le public et la critique. Le peintre Valentin Serov dans une lettre à Ilya Ostroukhov du 31 mars 1910 écrit « J'ai vu l'autoportrait au miroir de Serebriakova… c'est une chose très douce et très fraîche ». L'autoportrait a été acheté directement lors de l'exposition par la Galerie Tretiakov ensemble avec deux autres œuvres de l'artiste Automne vert et Jeune femme (Maria Jegoulina).
L'Autoportrait à la table de toilette a encore été exposé lors d'une série d'exposition, parmi lesquelles celle intitulée Une femme dans la peinture russe, organisée en 1925 à la Galerie Tretiakov,, et encore lors d'expositions personnelles de l'artiste en 1965-1966, tenues à Moscou, à Kiev et Leningrad. En 1987, une exposition personnelle se tient encore à Moscou,. En avril 2017, elle a fait partie de la rétrospective des œuvres de l'artiste au Corpus des Ingénieurs de la Galerie Tretiakov.
Une étude pour le tableau, datée de 1909, se trouve dans la collection des héritiers Serebriakov. Dans la liste des œuvres citées dans la monographie réalisée par la critique d'art Valentina Kniazeva (1979), il est indiqué que des croquis de la peinture, réalisés à l'aquarelle et au crayon sur papier se trouve dans la collection de son fils Eugène Serbriakov (Leningrad) et dans celle de la famille A. Sidorova à Moscou. En outre une variante de Autoportrait à la table de toilette été réalisée à l'huile sur toile.

## Appréciations
Le peintre et critique Alexandre Benois a consacré une partie importante de son article sur la VIIe exposition de l'Union des peintres russes aux travaux de Serebriakova. Il y souligne, en particulier, l'originalité et les autres mérites de son autoportrait. Benois appelait ce tableau « un cadeau merveilleux, un tel sourire de toute sa bouche, qu'on ne peut pas ne pas la remercier » ; il décrit l'autoportrait comme la chose la plus joyeuse qui soit, remarquant qu'il est plein de spontanéité et de simplicité : un vrai tempérament artistique, quelque chose de sonore, de jeune, d'amusant,
, ensoleillé et lumineux, quelque chose d'absolument artistique,,. De nombreuses années plus tard, en 1932, Alexandre Benois se souvient comment Serebriakova « a surpris tout le monde avec son remarquable autoportrait, devenu un ornement de la Galerie Tretiakov », et il écrit que durant toutes les années passées depuis lors son art est resté toujours « aussi frais, aussi séduisant, aussi ingénu ».

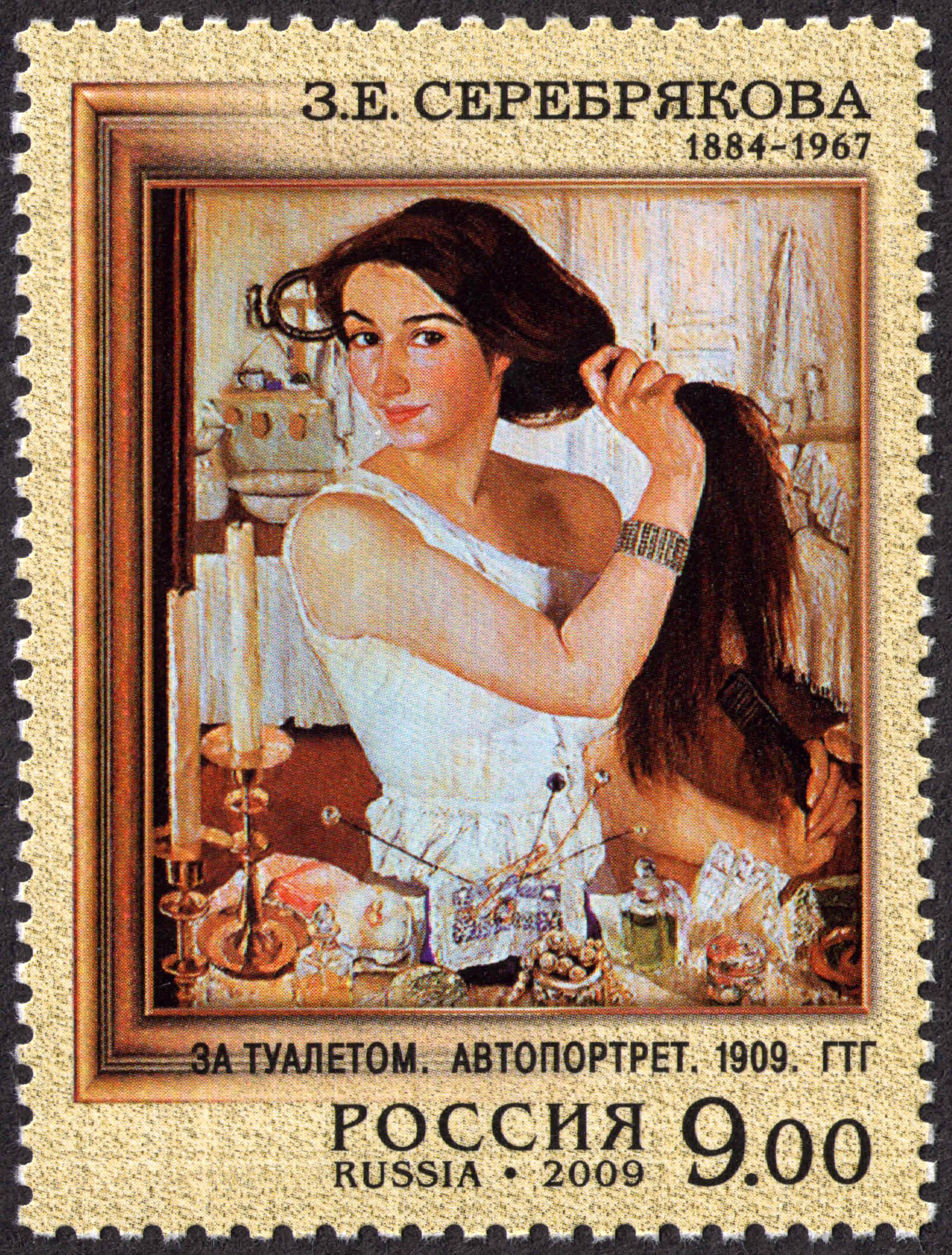
Le tableau Autoportrait à la table de toilette sur un timbre-poste en Russie 2009.

Le critique d'art Alexeï Savinov remarque l'absence dans cet autoportrait de Serebriakova de toute trace de maniérisme, de superficialité, caractéristiques des œuvres d'art du début du XXe siècle. Il caractérise cette toile comme quelque chose de simple mais de durable possédant des traits artistiques authentiques en plus de son réalisme sain et vigoureux : « La lumière verse des rayons de lumière joyeuse dans la chambre blanche, et nous ressentons, un jour de neige éblouissante et ensoleillé la musique des vers : Jour de gel et de soleil, jour merveilleux...,.
Dans un article consacré à l'autoportrait de Serebriakova, le critique d'art Dmitri Sarabianov distingue la féminité comme la qualité la plus attrayante de l'œuvre de cette artiste, de même que pour sa propre apparence et son chemin de vie : « Toute son apparence révèle la pureté cachée de son âme, et l'éclat de ses yeux, sa bonté; ses sentiments sont marqués par leur naturel;
quant aux pensées incarnées dans ses toiles, elles reflètent la clarté de sa vision de la destinée humaine ». Sarabianov, comme Savinov, note la simplicité des conceptions de l'autoportrait chez Serebriakova, soulignant qu'elles expriment des sentiments naturels, montrent des gestes ordinaires (se coiffer, se regarder dans un miroir etc.), et se réalisent dans le contexte d'un environnement très simple,.
La critique d'art Valentina Kniazeva considère que l'Autoportrait à la table de toilette est devenu un véritable programme pour Serebriakova. L'artiste, écrit Kniazeva, « a créé d'elle une image humaine parfaitement harmonieuse, et quand elle a commencé à peindre, elle a utilisé et développé des traditions artistiques du passé ». Son tableau est le résultat d'une créativité précoce et en même temps le point de départ d'une longue recherche créative.